# 米歇尔·勒文耶尔姆
米歇尔·勒文耶尔姆（瑞典語：Michelle Löwenhielm，1995年3月22日—），瑞典女子冰球运动员。她曾代表瑞典国家队参加2014年和2022年冬季奥林匹克运动会冰球比赛，分别获得第四名和第八名。